# Microrégion de Pouso Alegre
 (février 2025).
Si vous disposez d'ouvrages ou d'articles de référence ou si vous connaissez des sites web de qualité traitant du thème abordé ici, merci de compléter l'article en donnant les références utiles à sa vérifiabilité et en les liant à la section « Notes et références ».
La microrégion de Pouso Alegre est l'une des dix microrégions qui subdivisent le Sud et Sud-Ouest du Minas, dans l'État du Minas Gerais au Brésil.
Elle comporte 20 municipalités qui regroupaient 320 419 habitants en 2006 pour une superficie totale de 4 917 km2.

## Municipalités[1]
- Bom Repouso
- Borda da Mata
- Bueno Brandão
- Camanducaia
- Cambuí
- Congonhal
- Córrego do Bom Jesus
- Espírito Santo do Dourado
- Estiva
- Extrema
- Gonçalves
- Ipuiúna
- Itapeva
- Munhoz
- Pouso Alegre
- Sapucaí-Mirim
- Senador Amaral
- Senador José Bento
- Tocos do Moji
- Toledo